# Phila Primus
Phila Primus (* 6. listopadu 1991, Düsseldorf, Německo) je multimediální umělkyně, básnířka a textařka s česko-německo-americkým zázemím. Otec Zdeněk Primus, matka Suzanne Pastorová. Je autodidaktkou, tvorbě se soustavně věnuje od roku 2012. Žije a pracuje v Praze.

## Výstavy

### Samostatné výstavy
- 2024 Look Closer, A (VOID) Gallery, Praha
- 2023 Pop Up 2.0, Gabriel loci, Praha
- 2023 Bytí svítí, Kampus Hybernská, Praha
- 2017 The Body and it’s Sense(s) / Tělo a (S) mysl, Vrchlického Divadlo, Louny
- 2016 Lůnění, Galerie Caesar, Olomouc
- 2015 Ani ryba ani pták, Galerie Emila Juliše, Louny
- 2015 Zevnitř ven / Inside Out, Galerie Hřivnáč, Opava
- 2014 76% ticho, Artinbox, Praha

### Skupinové výstavy
- 2023 Ornament, Galerie U Bílého jednorožce, Klatovy
- 2023 Festival Prague Art Week
- 2022 Co nám nedá den dá nám noc festival, Gabriel Loci, Praha

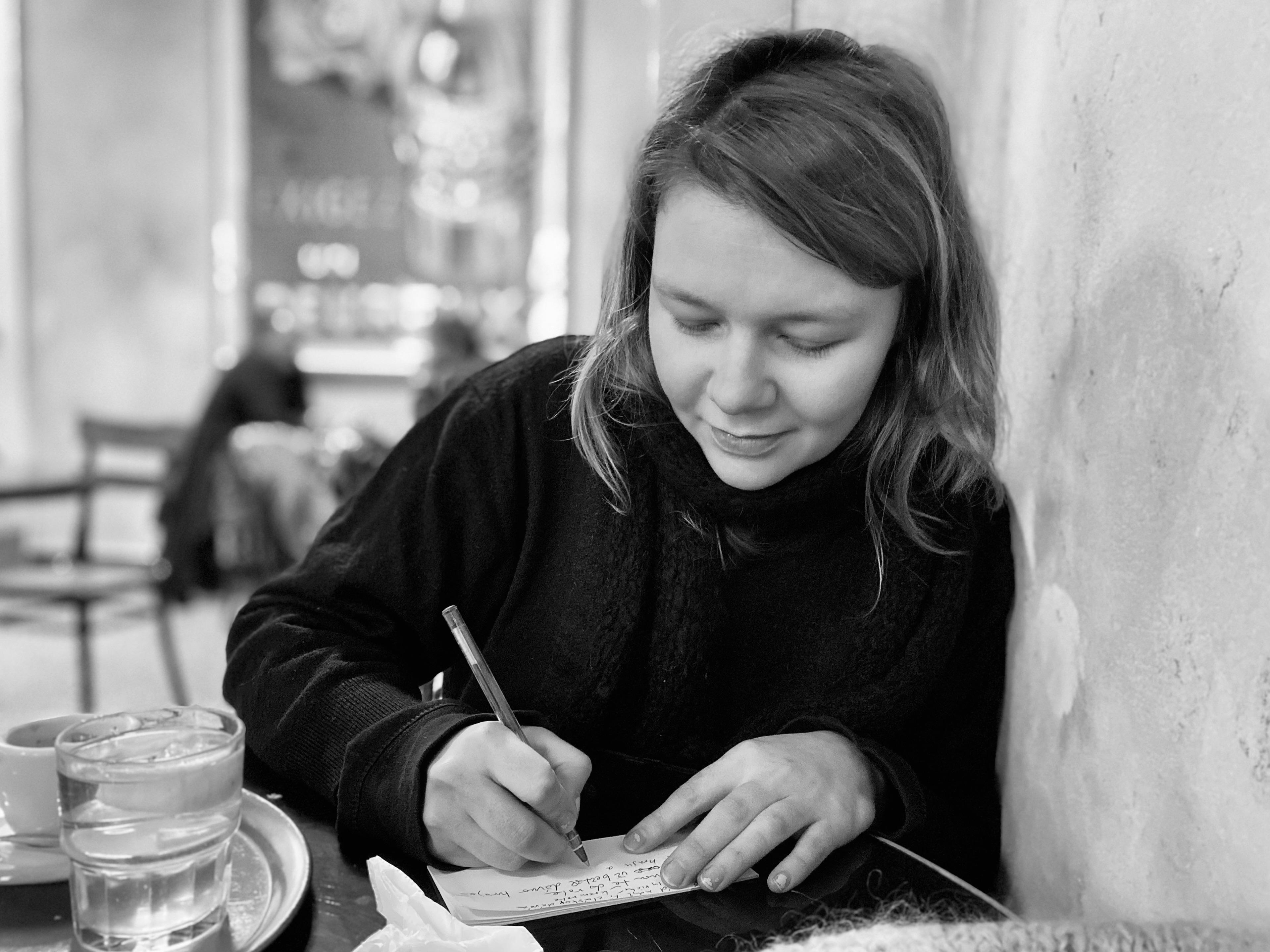
Phila Primus, leden 2024

- 2021 Patos milosrdenství nižší jakosti, Prague Bienalle Re-connect art
- 2021 Kořeny, Stella Polaris, Žihobce
- 2021 30 let Galerie Caesar, Olomouc
- 2017 Festival Art Prague / Artinbox, Praha
- 2014 Peace Please!, Artinbox, Praha
- 2012 Snění / Dreaming, Artinbox, Praha
- 2010 Vrai ou Faux rehearsal. Rencontres d’Arles de la Photographie, Arles, FR